# كارفاليو ليتي
كارلوس أنتونيو دوبيرت دي كارفاليو ليتي (بالإنجليزية: Carlos Antônio Dobbert de Carvalho Leite) الشهير باسم كارفاليو ليتي (25 يونيو 1912 في نيتيروي، البرازيل – 19 يوليو 2004 في ريو دي جانيرو ، البرازيل) لاعب كرة قدم برازيلي معتزل كان يجيد اللعب في خط الهجوم .
بدأ مسيرته الرياضية في نادي ميتروبوليتانو سنة 1927 وبعد سنتين انتقل إلى نادي بوتافوغو . مع الأخير حقق بطولة كاريوكا 5 مرات 1930 ، 1932 ، 1933 ، 1934 ، و 1935 كما توج هدافا لنفس البطولة 3 مرات 1936 ، 1938 ، و 1939 . شارك مع منتخب البرازيل في بطولة كأس العالم لكرة القدم 1930 التي أقيمت في الأوروغواي ثم في بطولة كأس العالم لكرة القدم 1934 التي أقيمت في إيطاليا وخرج منهما من الدور الأول .
عندما توفي في يوليو 2004 عن عمر ناهز 92 سنة أعتبر آخر لاعب من تشكيلة منتخب البرازيل المشارك في بطولة كأس العالم الأولى الأحياء.

## روابط خارجية
- كارفاليو ليتي على موقع الاتحاد الدولي (مؤرشف)  (الإنجليزية)
- كارفاليو ليتي على موقع ناشيونال فوتبول تيمز (الإنجليزية)
- كارفاليو ليتي على موقع Soccerway.com (الإنجليزية)
- كارفاليو ليتي على موقع عالم كرة القدم.نت (الإنجليزية)